# Пироговка (приток Ижа)
Пироговка (удм. Перошур) (в верхнем течении Мужвайка) — река в России, протекает по территории Завьяловского района Удмуртской Республики и городского округа Ижевск. Правый приток реки Иж, бассейн Камы.

## География
Мужвайка начинается к западу от Ижевска, северо-восточнее деревни Постол. Высота истока — более 180 м над уровнем моря. Течёт на восток. На реке расположена деревня Можвай. Ниже деревни принимает левый приток Чужьяловку, далее течёт на юго-восток. Слева впадает приток Ламшурка, ниже которого река носит название Пироговка. Протекает по юго-западной окраине Ижевска, через деревню Пирогово, где на ней устроен пруд. Пироговка впадает в Иж в 175 км от устья последнего. Высота устья — 86 м над уровнем моря. Длина реки составляет 29 км. Площадь водосборного бассейна — 179 км².

## Данные водного реестра
По данным государственного водного реестра России относится к Камскому бассейновому округу, водохозяйственный участок реки — Иж от истока и до устья, речной подбассейн реки — бассейны притоков Камы до впадения Белой. Речной бассейн реки — Кама.
Код объекта в государственном водном реестре — 10010101212111100027118.